# Rete filoviaria della Spezia
La rete filoviaria della Spezia è la rete filoviaria che serve la città ligure della Spezia.
Sviluppatasi nel secondo dopoguerra fino a raggiungere la consistenza di 3 linee e una notevole estensione, fu negli anni Settanta teatro della sperimentazione di soluzioni allora innovative che consentirono di prolungare la vita utile di alcuni veicoli fino alla completa ricostruzione degli impianti e l'immissione in servizio di una flotta rinnovata.

## Storia
Il primo, pionieristico, servizio fu la Filovia Spezia-Fezzano, attiva dal 1906 al 1909 tra il centro della città e Fezzano, località posta sulla strada per Portovenere: benché ancora a carattere sperimentale, si tratta della prima realizzata in Italia espressamente per svolgere regolare servizio. Essa era gestita coi mezzi Omnibus di fabbricazione Turrinelli, numerati da 31 a 34.
Il filobus, in versione più moderna, tornò in città dopo la seconda guerra mondiale, per sostituire la rete tranviaria urbana allora considerata obsoleta: l'esercizio venne avviato il 6 febbraio 1951, con i primi Fiat 668 carrozzati Viberti e con equipaggiamento elettrico Ansaldo, numerati da 201 a 213. Caratterizzati da una lunghezza di 10 metri, avevano il posto di guida centrale e la loro velocità massima era di 52 km/h.
Nel 1953, in seguito all'estensione del servizio ai quartieri di Cadimare e Muggiano, entrarono in circolazione sulla rete spezzina altri 4 filobus dello stesso modello con numerazione da 214 a 217 e 9 Alfa Romeo 900 AF con carrozzeria Piaggio ed equipaggiamento elettrico Ansaldo, che furono immatricolati da 218 a 226.

Il Fiat 668 Viberti matricola 203 della FITRAM, in servizio sulla linea 3 in corso XXIV Maggio (1958).

Nel 1954 la FITRAM ordinò alla società San Giorgio di Pistoia altri due filobus, i 227 e 228, con equipaggiamento elettrico Maschine Works Oerlikon; lunghi 11 metri e con maggiore disponibilità di posti a sedere (ben 28), presentavano le prime dotazioni di marcia autonoma di emergenza grazie a batterie ubicate nella sottocassa: tuttavia furono impiegati raramente sui turni regolari, a causa dell'incassamento della cabina di guida, dello sterzo durissimo e della bassa capacità di frenatura. Ebbero anche vita molto breve, venendo alienati già nel 1959. D'altra parte, tre anni prima, nel 1956, i filobus 229 e 230 avevano arricchito il parco mezzi filoviario ed il loro impiego sulla linea 2 fino al 1978 testimonia il loro duro lavoro. Di modello Alfa Romeo 910 AF, furono carrozzati dalle Officine Meccaniche Pistoiesi e come le vetture già in servizio erano equipaggiati con parti elettriche Ansaldo.
Nel 1963 la SEAC di Carmagnola realizzò per la rete spezzina dieci filobus Alfa Romeo 1000 AF, numerati da 231 a 240, con componenti elettriche Ansaldo e carrozzeria Tubocar. Gli Alfa 1000 furono sempre impiegati sui turni fissi della circolare 1/3 fino alla fine degli anni settanta.
Nel 1975 il filobus 203 fu ricarrozzato dalla Mauri in lega leggera di alluminio. Tale esperimento fu esteso nel 1977 ad altri due 668 Viberti scelti tra quelli più usurati, ovvero le unità 209 e 214, e ad altre 4 vetture che erano state appositamente acquistate dall'AMT di Genova nel 1975, e che furono numerate da 241 a 244. Con la soppressione della linea 2 nel 1978 gli Alfa 900, 910 furono demoliti, e analoga sorte toccò ai rimanenti 668 Viberti nel 1982. Le unità circolanti a quel punto erano solo i filobus ricarrozzati e gli Alfa Romeo 1000.

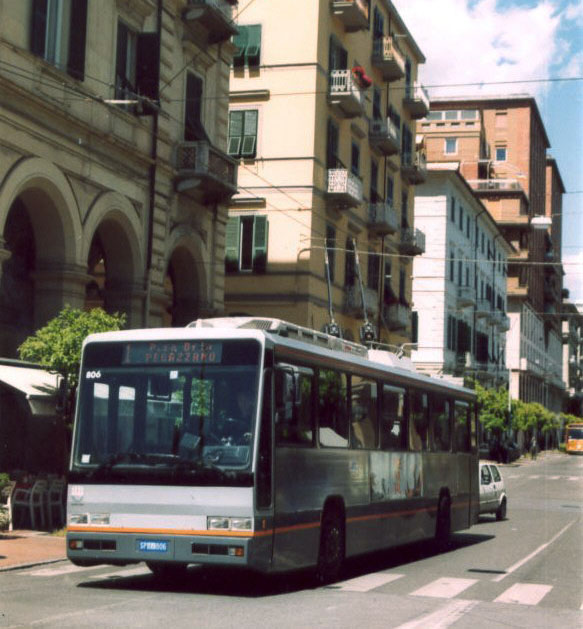
Filobus Bredabus Pininfarina BB4001 in via Domenico Chiodo, 2003

Il servizio filoviario, dopo un ultimo periodo di agonia con la limitazione del servizio alle sole ore mattutine fu sospeso a giugno 1985 per lavori di asfaltatura in via Chiodo. Gli impianti vennero radicalmente ristrutturati e il servizio fu ripristinato oltre tre anni dopo, il 26 novembre 1988, con l'arrivo delle nuove vetture Bredabus 4001 12 LF. Questi filobus, numerati da 801 a 814, furono anticipati da un prototipo, numerato "ufficiosamente" 800, che venne presentato il 19 dicembre 1987, nel periodo in cui svolse alcune sessioni di prove sulla rete cittadina. Le nuove vetture, con il loro ampio distacco tecnologico dovuto alla climatizzazione estiva, alla possibilità di inserire una marcia autonoma di emergenza, alle teste portapattini snodate ed alla capacità di 112 posti (20 a sedere, 91 in piedi e 1 di servizio), ebbero subito un impatto più che positivo, dimostrandosi altresì molto affidabili: alcune di esse sono infatti rimaste in servizio per oltre 34 anni.
Nel 1998 la rete fu riorganizzata con l'attivazione del nuovo tronco Canaletto - Bragarina e la separazione delle linee 1 e 3 dopo 30 anni di storica circolare.
Nel 2005, a causa di lavori alla linea 3 in corso Nazionale e nei pressi di piazzale Ferro, è stato sospeso il servizio elettrico tra Chiappa e Canaletto e sostituito da bus sulla sola linea 3 Chiappa-Felettino. La gestione della rete filoviaria negli anni successivi questa sospensione risultò parecchio travagliata: in un primo momento la linea 1 venne cadenzata ai 20 minuti, con l'impiego di sole tre vetture al giorno. A partire dal 12 maggio 2007 le frequenze vennero raddoppiate, con sei vetture in regolare servizio giornaliero e corse ogni 10 minuti che si attestavano rispettivamente l'una al capolinea classico di Bragarina, l'altra al nuovo capolinea del Palaspezia. Già dal 12 settembre 2008 il servizio venne tuttavia limitato alla tratta tra Pegazzano e Bragarina, con l'abbassamento delle frequenze a 12 minuti, lasciando invariato il numero delle vetture impiegate. Dal 1º aprile 2011 il servizio subì un'ulteriore contrazione, con l'abbassamento della frequenza a 20 minuti e delle vetture impiegate a 3 e diverse proteste a causa dei ritardi e del servizio. A partire dal 9 giugno 2012 il servizio è interamente sospeso per due anni, alla fine del quale dopo rinnovamenti alla rete che comprendono un nuovo tratto di linea su viale San Bartolomeo, nel Levante cittadino, per la Linea 37, il 20 marzo 2014 entrano in servizio otto filobus Solaris Trollino realizzati in Polonia, che completano il parco esistente dei 14 Bredabus 4001.12.
La riattivazione però è parziale, perché non essendo terminati completamente i lavori di rinnovamento ed espansione possono circolare solo i Trollino bimodali, che viaggiano alimentati dalla linea area nelle tratte ad ovest di Via Chiodo e, grazie al generatore Diesel, a est della stessa. Dall'8 agosto 2016, terminati alcuni cantieri che da anni impedivano la completa riapertura della filovia nel centro della città, la Linea 1 torna ad essere servita completamente in modalità elettrica: da quella data, rientrano i servizio anche i primi Bredabus 4001 ricondizionati; per la Linea 37, invece, occorre attendere l'11 dicembre 2019, quando il Solaris "Trollino" n°818 per la prima volta viene impiegato sul suo percorso. La linea 3 viene invece servita parzialmente in elettrico, con i filobus tipo "Trollino", anche nella parte est, fino alla fermata del parco XXV Aprile. In attesa della revisione della rete, il 5 aprile 2023 entrano in servizio i primi 8 nuovi "Trollino" da 12m, parte di una più ampia fornitura di 14 vetture da 12 m e 5 da 18 m; questi filobus prendono il posto dei Bredabus, il cui ultimo esemplare efficiente, la 807, era stato definitivamente fermato il precedente 21 marzo.

## Rete

### Rete filoviaria prevista a breve termine[5]
- Linea 1, elettrica: Pegazzano - Mazzetta (cadenza massima 20 min)
- Nuova linea 2, elettrica: Chiappa - Bragarina (cadenza massima 20 min)
- Linea 3, bimodale: Chiappa - Felettino (cadenza massima 20 min)
- Linea 12, bimodale: Pegazzano - Favaro (modifica dell'attuale Linea 12, cadenza massima 20 min)
- Linea 37, bimodale: Via Milano (Stazione FS) - Pianazze
- Nuova linea bimodale di collegamento ai parcheggi di interscambio (cadenza massima 20 min)
- Nuova linea bimodale di collegamento tra il terminal crociere e la stazione Centrale (cadenza massima 20 min, attiva in presenza di navi da crociera all'ormeggio)

Ulteriori info: https://www.atcesercizio.it/index.php/it/open-atc/approfondimenti/41-filovia Archiviato il 23 luglio 2018 in Internet Archive..

### Rete filoviaria attuale, dal 2014
- Linea 1, elettrica: Pegazzano - Bragarina (cadenza massima 20 min)
- Linea 3, bimodale: Chiappa - Felettino (cadenza massima 10 min)
- Linea 37, bimodale: Pianazze - Via Fiume (cadenza massima 70 min)

### Rete filoviaria dal 1998 al 2014
- Linea 1: Bragarina - Canaletto - Via Chiodo - Pegazzano
- Linea 3: Chiappa - stazione Centrale - via Chiodo - staz. Migliarina - Canaletto

### Rete filoviaria dal 1966 al 1998
- Linea 1: Chiappa - staz. Centrale - Via Chiodo - staz. Migliarina - Canaletto - Via Chiodo - Pegazzano

- Linea 2: Cadimare - Marola - Via Chiodo - Canaletto - Pagliari - Muggiano (soppressa nel 1978)
- Linea 3: medesimo percorso della linea 1, in senso inverso

## Parco veicoli
| Numero aziendale | Anno      | Telaio            | Carrozzeria               | Parte elettrica | Anno di dismissione              | Note |
| ---------------- | --------- | ----------------- | ------------------------- | --------------- | -------------------------------- | --- |
| 201 - 213        | 1951      | Fiat 668F/141     | Viberti a capitolato FIAT | Ansaldo         | 1982                             | 203 e 209 ricarrozzate da Mauri nel 1975 e 1977 e dismesse nel 1985; 203, preservata come storica. |
| 214 - 217        | 1953      | Fiat 668F/141     | Viberti a capitolato FIAT | Ansaldo         | 1982                             | 214 ricarrozzata da Mauri nel 1977 e dismessa nel 1985 |
| 218 - 226        | 1953      | Alfa Romeo 900AF  | Piaggio unificato         | Ansaldo         | 1978                             | 218 inizialmente preservata come storica, demolita poi nel 2007 a causa delle condizioni estremamente degradate |
| 227, 228         | 1954      | San Giorgio 012   | Pistoiesi                 | Oerlikon        | 1957                             | |
| 229, 230         | 1956      | Alfa Romeo 910AF  | Pistoiesi                 | Ansaldo         | 1978                             | |
| 231 - 240        | 1963      | Alfa Romeo 1000AF | Casaro Tubocar TF26       | Ansaldo         | 1985                             | 234 con frontale ricostruito a fine Anni '70, 240 con porte in legno; 238 preservata a cura del Museo nazionale dei Trasporti. Riverniciate nel 1979 in livrea arancio-grigio                                                                                   |
| 241 - 244        | 1950      | Fiat 668F         | Cansa Ricarr. Mauri       | Ansaldo         | 1985                             | Sono le ex 2248, 2252, 2255 e 2256 della rete di Genova, acquistate nel 1974 e immesse in servizio nel 1977 ricarrozzate da Mauri |
| 801 - 814        | 1988      | Siccar 286.12     | Bredabus 4001.12LL        | TIBB            | 2023                             | In servizio dal 26/11/1988 al 21/03/2023. Tutte ricondizionate e dotate di indicatore a display Ameli tra il 1998 e il 1999; 805/809-811-813 ricondizionate nuovamente nel 2015 e accantonate tra il 2022 e il 2023 tranne 808, fermata e poi demolita nel 2021 |
| 815 - 822        | 2013      | Solaris 2411      | Solaris Trollino 12 III   | Vossloh-Kiepe   | in servizio                      | Vetture bimodali con marcia autonoma termica. In servizio dal 20/03/2014 |
| 4823 - 4836      | 2022/2023 | Solaris 2411      | Solaris Trollino 12 IV    | Vossloh-Kiepe   | in servizio                      | Vetture bimodali con marcia autonoma a batteria ricaricabile con tecnologia IMC. In servizio dal 05/04/2023 |
| 4850 - 4854      | 2022      | Solaris 3412      | Solaris Trollino 18 IV    | Vossolh-Kiepe   | In attesa di entrare in servizio | Vetture bimodali con marcia autonoma a batteria ricaricabile con tecnologia IMC. |